# Музей искусств Перес (Майами)
Музей искусств Перес (англ. Pérez Art Museum Miami, сокр. PAMM) — находящийся на территории Музея-парка, в районе Даунтаун города Майами, США, музей современного искусства.

## Общие сведения

Бус-реклама Музея

Музей искусств Перес был основан в 1984 году как «Центр изящных искусств» (Center for the Fine Arts), как музей функционирует с 1996 под названием «Музей искусств Майями». После завершения строительства швейцарскими архитекторами и дизайнерами фирмы Herzog & de Meuron в 2013 году (начато в 2010 году) нового здания музея получил нынешнее название. Расположен по адресу Бискейн-бульвар 1103 (1103 Biscayne Boulevard), на территории занимающего 20 акров Музея-парка города Майями.
В первые 4 месяца после открытия нового, современного здания Музея искусств Перес его посетили более 150 тысяч человек. В течение года это количество составило более 300 тысяч посетителей. Директор музея — Том Коллинз (Thom Collins).
Близ нового здания музея находится станция городского метрополитена Майями «Музей-парк» (Museum Park (Metromover station)).

## Собрание
В художественном собрании Музея искусств Перес представлены экспонаты стран Америки, Западной Европы и Африки, как современного искусства, так и созданные в XX веке. С момента открытия нового здания музея его коллекция включает в себя около 1800 объектов, приблизительно 500 из которых были приобретены для экспозиции в 2013 году. Среди них работы таких мастеров, как Джон Бальдессари, Олафур Элиассон, Дэн Флавин. В постоянном фонде выставки представлены произведения художников и скульпторов второй половины XX — начала XXI столетий — Пурвиса Янга, Джозефа Корнелла, Джеймса Розенквиста, Фрэнка Стеллы, Кьянде Уайли, Кики Смит. Следует отметить хранящиеся здесь произведения латиноамериканских мастеров: кубинских художников Хосе Вальдеса и Вифредо Лама, мексиканских — Диего Риверы и Дамиана Ортеги, колумбийца Беатриса Гонсалеса, художника из Уругвая Хоакина Гарсия Торреса и других. В 2012 году американский предприниматель Крейг Робинс передал музею из собственной коллекции 102 картины, художественные фотографии, скульптуры и прочие произведения искусства.
В 2012 году Музей искусств Перес израсходовал 500 тысяч долларов США на создание фонда Афро-американского искусства и приобретение экспонатов для него.

## Скандалы
В феврале 2014 года один из художников из Майами, Максимо Каминеро, в знак протеста против политики Музея, игнорировавшего (по его мнению) местных мастеров, уничтожил в музее цветную вазу китайского художника-диссидента Ай Вэйвэя стоимостью в 1 миллион долларов. По решению суда М. Каминеро был осуждён на 18 месяцев заключения условно.